# Lesogorsk (obwód niżnonowogrodzki)
Lesogorsk (ros. Лесогорск) – osiedle typu miejskiego w Rosji, w obwodzie niżnonowogrodzkim, w rejonie szatkowskim. W 2010 liczyło 1105 mieszkańców.